# Bill Alexander
William Vollie "Bill" Alexander, Jr., född 16 januari 1934 i Memphis, Tennessee, är en amerikansk demokratisk politiker.
Alexander inledde sina universitetsstudier vid University of Arkansas. Han avlade 1957 grundexamen vid Rhodes College och 1960 juristexamen vid Vanderbilt University. Han arbetade först som en forskningsassistent åt en federal domare i Memphis och därefter som advokat i Arkansas.
Alexander var ledamot av USA:s representanthus 1969-1993. Han kandiderade för trettonde gången till representanthuset men fick se sig besegrad av Blanche Lambert i demokraternas primärval inför 1992 års kongressval.